# Sobotište
Sobotište este o comună slovacă, aflată în districtul Senica din regiunea Trnava. Localitatea se află la altitudinea de 266 m deasupra n.m., se întinde pe o suprafață de 32,25 km2 și în 2017 număra 1.493 de locuitori.

## Istoric
Localitatea Sobotište este atestată documentar din 1241.

## Demografie
| An:                | 1994 | 2004   | 2014   | 2024   |
| ------------------ | ---- | ------ | ------ | ------ |
| Număr de persoane: | 1582 | 1536   | 1485   | 1483   |
| Diferență:         |      | −2,90% | −3,32% | −0,13% |

| An:                | 2023 | 2024   |
| ------------------ | ---- | ------ |
| Număr de persoane: | 1476 | 1483   |
| Diferență:         |      | +0,47% |